# سینتیا استیونسون
سینتیا استیونسون (انگلیسی: Cynthia Stevenson؛ زادهٔ ۲ اوت ۱۹۶۲) یک هنرپیشه اهل ایالات متحده آمریکا است. وی از سال ۱۹۸۶ میلادی تاکنون مشغول فعالیت بوده‌است.
از فیلم‌هایی که وی در آن نقش داشته است، می‌توان به پرونده ۳۹، خانه‌ای برای تعطیلات، عاشقتم، بث کوپر، پاریس را فراموش کن، تماشا کنید و شادی اشاره کرد.